# Liste der Mitglieder der Deutschen Akademie der Naturforscher Leopoldina/1842
Die Liste der Mitglieder der Deutschen Akademie der Naturforscher Leopoldina für 1842 enthält alle Personen, die im Jahr 1842 zum Mitglied ernannt wurden. Insgesamt gab es fünf neu gewählte Mitglieder.

## Mitglieder
| Nr.  | Name                                   | Beiname     | Geboren       | Aufnahme | Gestorben     | Bild                   | Datenbank |
| ---- | -------------------------------------- | ----------- | ------------- | -------- | ------------- | ---------------------- | --------- |
| 1502 | Eduard Fenzl                           | Bergius II. | 15. Feb. 1808 | 15. Okt. | 29. Sep. 1879 | Eduard Fenzl           | 2709      |
| 1503 | August Wilhelm Eduard Theodor Henschel | Conring     | 20. Dez. 1790 | 15. Okt. | 24. Juli 1856 |                        | 3777      |
| 1504 | Traugott Friedrich Kützing             | Vaucher I.  | 8. Dez. 1807  | 15. Okt. | 9. Sep. 1893  |                        | 4819      |
| 1505 | Peter Mercus                           |             | 18. März 1787 | 15. Okt. | 2. Aug. 1844  | Peter Mercus           | 2483      |
| 1506 | Johann Baptist Mougeot                 | Nestler II. | 25. Sep. 1776 | 15. Okt. | 5. Dez. 1858  | Johann Baptist Mougeot | 5741      |

## Hinweis zu den Lebensdaten
In der Liste sind zunächst die Lebensdaten gemäß Archiv der Leopoldina aufgenommen. Diese beziehen sich auf die Angaben gem. Neigebaur (1860) und Ule (1889). Die Lebensdaten im Namensartikel können daher von den Lebensdaten in der Liste abweichen.